# Сан Валентино Торио
Сан Валентино Торио (итал. San Valentino Torio) је насеље у Италији у округу Салерно, региону Кампанија.
Према процени из 2011. у насељу је живело 9300 становника. Насеље се налази на надморској висини од 26 м.

## Становништво
| 1931. | 1936. | 1951. | 1961. | 1971. | 1981. | 1991. | 2001. | 2011.  |
| ----- | ----- | ----- | ----- | ----- | ----- | ----- | ----- | ------ |
| 4.809 | 5.126 | 6.568 | 6.772 | 6.936 | 7.615 | 8.203 | 9.285 | 10.439 |